# اسفندیار رحیم مشایی
اسفندیار رحیم مشایی (زادهٔ ۲۱ آبان ۱۳۳۹ در رامسر) سیاستمدار ایرانی است که در دولت نهم، معاون رئیس‌جمهور و رئیس سازمان میراث فرهنگی، صنایع دستی و گردشگری بود. وی در ابتدای کار دولت دهم، در تیرماه ۱۳۸۸ معاون اول رئیس‌جمهور شد. اما یک هفته پس از حکم حکومتی رهبر جمهوری اسلامی، مبنی بر برکناری او از این سمت، استعفا داد و ساعتی بعد از سوی محمود احمدی‌نژاد به‌عنوان رئیس دفتر رئیس‌جمهور ایران منصوب شد و تا ۱۱ آذر ۱۳۹۱ در این جایگاه فعالیت کرد. مشایی در رشتهٔ مهندسی الکترونیک در دانشگاه صنعتی اصفهان تحصیل نموده است و در طول جنگ ایران و عراق، در فاصله سال‌های ۱۳۶۰ تا ۱۳۶۳ از اعضای سپاه پاسداران انقلاب اسلامی بود. او در زمان شهرداری محمود احمدی‌نژاد، رئیس سازمان فرهنگی هنری شهرداری تهران بود.
رحیم مشایی در دولت دوم محمود احمدی‌نژاد ریاست دبیرخانهٔ جنبش عدم تعهد، مشاور رئیس‌جمهور، دبیری کمیسیون فرهنگی دولت، ریاست شورای هماهنگی مناطق آزاد و ویژه اقتصادی، ریاست گروه مشاوران جوان ریاست جمهوری، ریاست کارگروه زیارت و فرهنگ رضوی، جانشینی رئیس‌جمهور در شورای عالی امور ایرانیان خارج از کشور، ریاست مرکز ملی جهانی‌شدن، ریاست شورای اطلاع‌رسانی دولت و نمایندگی ویژهٔ رئیس‌جمهور در امور خاورمیانه را بر عهده داشت. او در انتخابات ریاست‌جمهوری ۱۳۹۲ ایران ثبت‌نام کرد ولی مورد تأیید شورای نگهبان قرار نگرفت. رحیم مشایی زمانی که در دولت بود از سوی اصول گرایان منتقد دولت احمدی‌نژاد به رهبری طیف موسوم به جریان انحرافی متهم می‌شد.
مشایی در تاریخ ۲۶ اسفند ۹۶ بازداشت و زندانی گردید و سپس در دادگاه به شش سال و نیم حبس محکوم شد. او در فروردین ۱۴۰۰ عفو و آزاد شد.

## زندگی‌نامه
اسفندیار رحیم مشایی در آبان ۱۳۳۹ در رامسر مازندران زاده شد. در نوجوانی به‌خوبی قرآن را تلاوت می‌کرد و در هیئت‌های مذهبی مداحی اهل بیت را می‌گفت. او در زمان پیروزی انقلاب ۱۳۵۷، ۱۸ سال داشت. مشایی که در فضای داغ آن روزها از ۱۵ سالگی برای مردم شهر و روستا سخنرانی کرده بود، در بحبوحهٔ انقلاب، تبدیل به سخنرانی قهار و محور اقدامات انقلابی شهر شد. راه‌اندازی راهپیمایی‌ها، نوشتن بیانیه‌ها و پخش اعلامیه‌های خمینی، برگزاری هیئت مذهبی و مراسم خواندن دعای کمیل و ندبه از جمله فعالیت‌های او پیش و در اوایل انقلاب است.

## فعالیت‌های سیاسی

### فعالیت‌ها از ۱۳۵۷ تا ۱۳۸۴
او سابقهٔ دستگیری ندارد و خود می‌گوید که چندین بار از خطر ساواک رهایی یافته است. مهندسی الکترونیک را از دانشگاه صنعتی اصفهان گرفته است و در همین زمان در اطلاعات پایگاه بسیج مسجد المهدی مرداویج اصفهان و ماجرای سید مهدی هاشمی حضوری فعال داشت. او نیز چون دیگر همراهان احمدی‌نژاد، در سال‌های ۱۳۶۵–۶۶ دوباره به تحصیل روی آورد. وی پیش از تأسیس وزارت اطلاعات به سیستم اطلاعات-امنیتی که در کشور توسط نهادهایی چون سپاه راه‌اندازی شده بود، پیوست. رحیم مشایی در اطلاعات سپاه رامسر به فعالیت پرداخت. وی سپس به دلیل بحرانی که اوایل انقلاب به‌ویژه در سال‌های ۱۳۵۸ تا ۱۳۶۱ گریبان مناطق کردنشین را گرفته بود، به دعوت محمدرضا نقدی به کردستان رفت تا در سمت معاون اطلاعات واحد کومله اطلاعات سپاه مستقر در قرارگاه حمزه سیدالشهداء فعالیت کند. مقارن با فرمانداری محمود احمدی‌نژاد در ماکو، وی عضو شورای تأمین استان آذربایجان غربی بود. حسین الله‌کرم دربارهٔ آشنایی احمدی‌نژاد و مشایی می‌نویسد: «احمدی‌نژاد فرماندار خوی بود و مشایی عضو شورای ویژه تأمین استان. این آشنایی سبب گشت تا بعدها احمدی‌نژاد (شهردار تهران) به سبب شناختی که از سبک کار فرهنگی موفق او در کردستان داشت او را به سازمان فرهنگی-هنری شهرداری تهران فراخواند.» وی با نام مستعار مرتضی محب الاولیاء در مناطق کردنشین به اقدامات امنیتی-اطلاعاتی دست زد. او با نام اصلی‌اش یعنی اسفندیار رحیم مشایی عضو شورای تأمین استان آذربایجان غربی نیز بود. پس از تشکیل وزارت اطلاعات در سال ۱۳۶۳ خورشیدی، رحیم مشایی «مسئول تدوین استراتژی نظام جمهوری اسلامی در خصوص کردها ایرانی» بود. در زمان تصدی «محمد محمدی ری‌شهری» بر وزارت اطلاعات، وی مسئولیت «مناطق بحرانی کشور» را عهده‌دار بود. او همچنین از مؤسسان «مؤسسه مطالعات علمی» (در سال ۱۳۷۶ خورشیدی) وابسته به وزارت اطلاعات است که عمده فعالیت اش تحقیق و پژوهش و ارائه راهکار در خصوص مسائل قومیت‌های ایرانی، شناخت بیشتر آنان و همبستگی ملی است. وی سپس به وزارت کشور رفت و در دوران تصدی علی‌محمد بشارتی مدیرکل اجتماعی وزارت کشور شد و از آن‌جا به رادیو پیام و سپس به شهرداری تهران منتقل شد. رحیم مشایی تا اسفندماه سال ۱۳۸۸ به مدت ۲۰ سال، مدیر مسئول ماهنامه «سروه» بود. این نشریه با گستره توزیع بین‌المللی در ایران و جهان منتشر می‌شود. زبان آن کردی سورانی است و به گویش کرمانجی نیز ده صفحه مطلب منتشر می‌کند که اخیراً به صورت ویژه نامه کرمانجی ضمیمه مجله می‌شود. همچنین سرمقاله نشریه علاوه برکردی به زبان فارسی هم درج می‌شود. مشخصا در میان بدنهٔ وزارت اطلاعات از او به‌عنوان کارشناس مسائل کردستان یاد می‌شود.

#### سایر سوابق اجرایی
1. مدیر شبکه رادیو تهران
2. معاون اجتماعی و فرهنگی شهرداری تهران
3. رئیس سازمان فرهنگی هنری شهرداری تهران

### دولت نهم
اسفندیار رحیم مشایی با آغاز به کار دولت نهم و به دلیل آشنایی پیشین رئیس‌جمهور با وی، در بدنه دولت جذب شد و ریاست سازمان میراث فرهنگی، صنایع دستی و گردشگری و معاونت رئیس‌جمهور را بر عهده گرفت. وی به مناصب متعددی منصوب شد که رئیس مرکز مطالعات جهانی شدن، جانشین رئیس‌جمهور در شورای عالی ایرانیان خارج از کشور، نماینده رئیس‌جمهور در شورای نظارت بر سازمان صدا و سیما، عضو کمیسیون‌های اقتصادی و فرهنگی دولت و در آخر ریاست کمیته عالی در مورد طرح خط لوله گاز ایران-پاکستان-هند، از جمله آن هاست. رحیم مشایی همچنین عضو هیئت مدیرهٔ مؤسسهٔ «رایانه شهر» است. این مؤسسه در زمینه‌های مختلف علوم کامپیوتری فعالیت می‌کند. فردی به نام «خسرو کاظم آذربایجان» مدیر عامل این مؤسسه است و مشایی در کنار افرادی چون حمید بقایی، کاظم کیاپاشا، مجیدرضا ربیعی و…، هیئت مدیره آن را تشکیل می‌دهند.

#### سازمان میراث فرهنگی
در دوران ریاست مشایی بر سازمان میراث فرهنگی، صنایع دستی و گردشگری اقدامات زیر انجام شد:
آبگیری سد سیوند
مشایی در زمستان سال ۱۳۸۵ خورشیدی در این‌باره گفت: «وظیفه ما این بود که یک بررسی کارشناسی دقیقی از منطقه انجام بدهیم به همین دلیل سازمان میراث فرهنگی با تحرک بسیار خوب سیزده هیئت کارشناسی داخلی و خارجی، جلوی آبگیری را گرفتیم. بارها در چند مرحله.» اما سرانجام سازمان رضایت داد که وزارت نیرو سد را آبگیری کند. سد سیوند در ۹۵ کیلومتری شمال شیراز، پنجاه کیلومتری تخت جمشید و در حدود هفده کیلومتری پاسارگاد، بر روی رودخانه سیوند و درون منطقه‌ای که به تنگه بُلاغی معروف است، ساخته شده است. فاصله دهانهٔ سد سیوند تا آثار و سازه‌های اصلی پاسارگاد نزدیک به هفده کیلومتر و بنا به نظر کارشناسان، خط پایان آب‌گیری دریاچه پشت آن - که رو به دشت مرغاب دارد - نزدیک به هفت یا نه کیلومتر است در حالی که بنا به نظر پاره‌ای دیگر از کارشناسان در صورتی که سد با کل ظرفیت آب‌گیری شود دریاچه‌ای که پشت آن به وجود می‌آید در نزدیکی چهار کیلومتری آرامگاه کورش می‌ایستد. با آب‌گیری سد سیوند بیش از هشت هزار اصله درخت پانصد ساله از بین رفت و همچنین چندی پیش اعلام شد که ساختمان آرامگاه کوروش نم کشیده است.
کتیبه هخامنشی خارک
در خرداد ۱۳۸۷ کتیبه هخامنشی خارک که اواخر سال ۱۳۸۶ خورشیدی در پی احداث جاده‌ای توسط وزارت نفت، در این جزیره تاریخی کشف شده بود، توسط برخی افراد ناشناس با یک شیء نوک‌تیز تخریب شد. باستان‌شناسان از این کتیبه که به خط فارسی باستان بود به‌عنوان سندی دیگر بر نام خلیج فارس یاد می‌کردند، که در یورش افراد ناشناس از بین رفت. این موارد را باید به همکاری نزدیک سازمان با شرکت «توسعه جهانگردی و ایرانگردی» افزود. این شرکت با مدیریت مهدی جهانگیری معاونت سابق سرمایه‌گذاری سازمان میراث فرهنگی و گردشگری پس از ابلاغ اصل ۴۴ توسط رهبر جمهوری اسلامی در یک معامله درون سازمانی، هرچه که بود را در مالکیت خود گرفت. شرکت تخصصی توسعه ایرانگردی و جهانگردی از نوع سهامی خاص و مأموریت‌ها و وظایف آن، برنامه‌ریزی و توسعهٔ زیرساخت‌های صنعت گردشگری از قبیل مراکز اقامتی، اردوگاه گردشگری (کمپینگ) و حمام‌های آب معدنی، مجتمع‌های خدماتی رفاهی بین راهی، مناطق نمونهٔ گردشگری، مجتمع‌های سیاحتی و تفریحی، تأسیسات و تجهیزات جابه‌جایی گردشگری و اجرای طرح‌ها و پروژه‌ها از طریق عقد قرارداد با پیمانکاران و مشاوران صلاحیت‌دار است. این شرکت جز در استان‌های تهران، لرستان، گلستان، آذربایجان غربی، کهگیلویه و بویراحمد و خراسان شمالی، در ۲۳ استان دیگر شعبه دارد و هتل صخره‌ای کندوان، شرکت توسعه فناوری اطلاعات میراث آریا، شرکت توسعه مهمانخانه‌های پردیسان، شرکت هتل‌های بین‌المللی راحت، شرکت سرمایه‌گذاری پاد، شرکت توسعه هتل‌های شرق ایران، هتل لاله تهران، هتل لاله یزد، هتل لاله چابهار، هتل بین‌المللی سرعین و همچنین مجتمع آب‌درمانی سبلان و… را خرید و فروش کرده است.
سازمان حج و زیارت
در سال ۱۳۸۸ خورشیدی دولت احمدی‌نژاد طی مصوبه‌ای سازمان حج و زیارت را به سازمان میراث فرهنگی و گردشگری ملحق نمود و مشایی نیز بلافاصله رئیس این سازمان را تغییر داد. این الحاق با مخالفت صریح محمد ری‌شهری مواجه شد. همچنین برخی از مراجع تقلید شیعه در قم از جمله ناصر مکارم شیرازی و حسین نوری همدانی به تصمیم دولت احمدی‌نژاد اعتراض کردند. هر دوی این مراجع تلویحاً دلیل مخالفت خود را، پیشینه مشایی، اعلام کردند. سپس با دخالت رسمی سید علی خامنه‌ای، مصوبه دولت احمدی‌نژاد ملغی شد.
دیگر موارد
- ماجرای حراج سر سرباز هخامنشی توسط انگلستان در آبان ۱۳۸۶ خورشیدی[۲۷][۲۸]
- به غرامت گرفته شدن تعدادی از لوح‌های گلی ایران که به‌عنوان امانت در اختیار موزه‌های آمریکا از جمله موزه دانشگاه شیکاگو قرار گرفته بود، به‌علت اتهام وارده از سوی آمریکایی‌ها به ایران در خصوص مقصر دانستن دولت ایران و حمایت دولت ایران از حماس در خصوص انفجار یک بمب در شهر اورشلیم در تاریخ ۴ سپتامبر ۱۹۹۷ میلادی که آمریکایی‌ها آن را به حماس نسبت می‌دادند. عبدالله شهبازی به عدم اقامهٔ دعوی توسط مشایی علیه موزههای آمریکایی به‌دلیل تاراج ده‌ها هزار لوح گلی دوران هخامنشی که تنها ۳۰۰ لوح در سال ۱۳۸۳ به ایران برگردانده شده بود اعتراض کرد.[۲۹][۳۰]
- عزل و نصب مدیران سازمان میراث فرهنگی و گردشگری و ممنوع المصاحبه کردن آنان و بدنه کارشناسی این سازمان جهت انتقال اطلاعات حساب شده و قابل کنترل از طریق روابط عمومی سازمان.[۲۴]
- سرقت نسخه رونوشت از کتاب «قانون» ابوعلی سینا در هفته میراث فرهنگی در دوران ریاست او اتفاق افتاد. این سرقت نه تنها توسط مسئولان اعلام نشد، بلکه رئیس سازمان میراث فرهنگی، صنایع دستی و گردشگری استان همدان در پاسخ به خبرنگاری که دربارهٔ صحت این سؤال پرسیده بود، گفت: «پرسیدن این سؤال حسن نظر نیست چرا که اگر یک پرسش برای مجموعه‌ای زیان داشته باشد، نباید آن را مطرح کرد.» این مدیر این سرقت را طبیعی دانسته و گفته بود: «در زمان سرقت دو نفر از نیروهای یگان حفاظت در موزه حضور داشته‌اند. اما متوجه موضوع نشده‌اند و در نخستین گام همین دو نفر باید پاسخگو باشند که چرا این اتفاق رخ داده است.» او دربارهٔ سرقت کتاب ابوعلی سینا گفته بود: «آرامگاه بوعلی‌سینا حتی به سیستم برق اضطراری نیز مجهز نبوده، بنابراین وقوع این سرقت هیچ تعجبی ندارد.»[۲۴]
- ساخت مترو در زیر چهار باغ اصفهان[۳۱]
- عدم تغییر آمار ورودی و خروجی گردشگران در ایران.[۲۴]

#### معاون اول رئیس‌جمهور
مشایی در ۲۷ تیر ۱۳۸۸ به عنوان معاون اول احمدی‌نژاد در دولت دهم معرفی شد. این انتخاب با مخالفت‌های فراوانی در طیف مخالفان و حتی برخی از حامیان احمدی‌نژاد روبرو شد، تا آنجا که حتی ناصر مکارم شیرازی، مرجع تقلید شیعیان، تصدی او را نامشروع اعلام کرد. سپس محمدحسن ابوترابی‌فرد نایب رئیس اول مجلس از دستور سید علی خامنه‌ای مبنی بر برکناری مشایی و استفاده نکردن از او در هیچ پستی خبر داد. سید احمد خاتمی نماینده مجلس خبرگان و امام جمعه موقت تهران نیز برکناری مشایی را آزمون ولایتمداری احمدی‌نژاد خواند. با این حال احمدی‌نژاد در روزهای بعد بر تصمیم خود پافشاری کرد. علی مطهری نماینده وقت مجلس نیز با اشاره به عدم اجرای دستور رهبری، گفت: طرح سؤال از احمدی‌نژاد را به طریق اولی پیگیری می‌کنم.
سؤال نمایندگان مجلس از رئیس‌جمهور تا آن هنگام در حکومت جمهوری‌اسلامی سابقه نداشت. پس از خودداری احمدی‌نژاد از اجرای دستور رهبر، سایت‌های خبری از وقوع مناقشه لفظی در جلسه هیئت وزیران در روز چهارشنبه ۳۱ تیر ۱۳۸۸ خورشیدی میان احمدی‌نژاد با وزیر اطلاعات، وزیر ارشاد و وزیر کار بر سر معاون اولی مشایی، خبر دادند. در این جلسه به علت بالا گرفتن جو انتقادی علیه مشایی و متشنج شدن فضای جلسه، احمدی‌نژاد تنفسی چند دقیقه‌ای را برای ادامه جلسه هیئت دولت به وزرا اعلام می‌کند. سپس احمدی‌نژاد اداره جلسه را به مشایی می‌سپارد. در پی آن، وزرا نیز در پاسخ به احمدی‌نژاد در اقدامی هماهنگ، اقدام به ترک جلسه هیئت وزیران می‌کنند.
سرانجام در روز جمعه ۲ مرداد ۱۳۸۸ دفتر حفظ و نشر آثار علی خامنه‌ای، متن دستور وی خطاب به احمدی‌نژاد در مورد لزوم برکناری رحیم مشایی از سمت معاونت اول رئیس‌جمهور را منتشر کرد. این نامه تاریخ ۲۷ تیرماه را دارد و شش روز پیش از انتشار به احمدی‌نژاد ابلاغ شده‌بود. این در حالی است که احمدی‌نژاد در ۳۰ تیر، یعنی سه روز پس از صدور دستور خامنه‌ای، گفته‌بود که مشایی در سمت معاون اول رئیس‌جمهور به خدمات خود ادامه می‌دهد. ساعاتی پس از اعلام رسمی این دستور، مجتبی ثمره هاشمی دستیار ارشد احمدی‌نژاد از قول مشایی گفت: او مطیع امر رهبر است و خود را معاون اول رئیس‌جمهور نمی‌داند. واحد مرکزی خبر نیز، همان جملاتی را که ثمره هاشمی در جمع خبرنگاران از مشایی نقل کرده بود، به همراه «بسمه تعالی» در ابتدا و نام مشایی در انتهای آن، ابتدا به عنوان «اطلاعیه» و کمی بعد با انتشار اصلاحیه‌ای به عنوان «متن کناره‌گیری» مشایی منتشر کرد. در تاریخ ۳ مرداد ۱۳۸۸، احمدی‌نژاد با انتشار یک نامه، استعفای مشایی را به‌طور رسمی به خامنه‌ای اعلام کرد. در تاریخ ۳ مرداد ۱۳۸۸ خورشیدی، مشایی در نامه‌ای به احمدی‌نژاد، رسماً استعفای خود را اعلام کرد.
احمدی‌نژاد بلافاصله پس از این رویداد، غلامحسین محسنی اژه‌ای وزیر اطلاعات وقت و یکی از اصلی‌ترین مخالفان مشایی را عزل کرد. اقدامات احمدی‌نژاد با واکنش تند برخی اصول‌گرایان روبرو شد به‌طوری‌که جامعه اسلامی مهندسین از احزاب اصلی طیف اصول‌گرا در نامه‌ای سرگشاده خطاب به احمدی‌نژاد، نوشت: «این پرسش برجاست که به‌رغم دستور مقام معظم رهبری، باز هم مشایی عزل نمی‌شود، ولی برخی وزیران به دلیل اعتراض به تعلل در اجرای دستور مقام ولایت توبیخ و عزل می‌شوند.» در ادامه این نامه، خطاب به احمدی‌نژاد نوشته شده است: «ما جدا نمی‌خواهیم … ماجرای آقای مصدق در رویارویی با روحانیت، برای شما هم پیش آید.»

### دولت دهم
مشایی از ۲۸ شهریور ۱۳۸۸ تا فروردین ۱۳۹۰ ریاست نهاد ریاست‌جمهوری را برعهده داشت.
خانه‌نشینی احمدی‌نژاد
احمدی‌نژاد در اردیبهشت ۱۳۹۰، حیدر مصلحی، وزیر اطلاعات وقت را برکنار کرد. به نوشته لس آنجلس تایمز، دلیل این برکناری جاسوسی و نصب دستگاه‌های شنود مکالمات اسفندیار رحیم مشایی توسط وزارت اطلاعات بوده است. سید علی خامنه‌ای در نامه‌ای دستور داد مصلحی به کار خود ادامه دهد. پس از انتشار نامهٔ او، احمدی‌نژاد ۱۱ روز از حضور در محل کار، خودداری کرد که باعث موضع‌گیری حامیان سیدعلی خامنه‌ای نظیر احمد علم‌الهدی، مصباح یزدی، حسین همدانی، عباس سلیمی نمین، محمدحسین صفار هرندی، روح‌الله حسینیان، محمدتقی رهبر، احمدرضا رادان، اسدالله ایمانی، غلامعلی حداد عادل، حسین طائب، حبیب‌الله عسگراولادی، حسن فیروزآبادی، داوود احمدی‌نژاد، مهدی خورشیدی، اسدالله بادامچیان، علیرضا زاکانی، سید محمود هاشمی شاهرودی، ابراهیم امینی، عبدالله جوادی آملی، مهدی کوچک‌زاده، مرتضی آقاتهرانی، حسین سبحانی‌نیا، علی فلاحیان، غلامحسین محسنی اژه‌ای، سعید ابوطالب، عماد افروغ، سید یحیی صفوی، علی لاریجانی، جعفر شجونی، حسین نوری همدانی، محمدرضا نقدی، علیرضا پناهیان، ناصر مکارم شیرازی، احمد جنتی، محمد یزدی، محسن رضایی، کاظم صدیقی، غلامحسین الهام، فاطمه رجبی، علی مطهری، عباس جعفری دولت‌آبادی، صادق لاریجانی، محمدجواد لاریجانی، مجتبی ذوالنور، محمدباقر قالیباف، سید حمید روحانی، محمدرضا باهنر، احمد توکلی، منصور ارضی، سعید حدادیان، سید احمد خاتمی، محمدعلی جعفری، حسین الله‌کرم، محمدرضا مهدوی کنی، حسین شریعتمداری و حمید رسایی علیه اسفندیار رحیم مشایی و جریانی موسوم به جریان انحرافی شد.
در این دوران، مشایی به زنده‌کردن فرهنگ ایران باستان و عدم اهمیت به مسائل شرعی و همچنین فساد مالی و حرکت در راستای زار و ذلیل کردن روحانیت، متهم شد. ارتباط با آمریکا و اسرائیل، ارتباط با رمالان، جن گیران و مرتاضان، عرفان گرایی، تلاش برای تقلب در انتخابات مجلس و ترویج مکتب ایرانی و نیز لیبرال بودن و مخالفت با روحانیت و ولی فقیه از دیگر اتهاماتی است که به مشایی زده شد.
همچنین سایت‌ها و خبرگزاری‌های وابسته به مشایی فیلتر اینترنتی و از دسترس خارج شدند.
در اردیبهشت سال ۱۳۹۰ و پس از موضع‌گیری حامیان علی خامنه‌ای علیه اسفندیار رحیم مشایی، ۲۵ نفر از افراد مرتبط با اسفندیار رحیم مشایی، توسط دستگاه‌های امنیتی بازداشت شدند. پریوش سطوتی همسر حسین فاطمی، علیرضا مقیمی مدیرعامل منطقه آزاد ارس، کاظم کیاپاشا مسئول ارشد نهاد ریاست جمهوری، محمدشریف ملک‌زاده، دبیر شورای عالی امور ایرانیان خارج از کشور و علی‌اصغر پرهیزکار مدیرعامل منطقه آزاد اروند در میان دستگیرشدگان قرار داشتند.
عباس امیری‌فر از نزدیکان مشایی و امام جماعت نهاد ریاست جمهوری به‌علت ارتباط با انتشار سی‌دی ظهور بسیار نزدیک است، بازداشت شده و از سوی دادگاه ویژه روحانیت تحت بازجویی قرار گرفت. همچنین در بین این افراد، فردی به نام عباس غفاری به جرم رمالی، جن‌گیری و تجاوز دستگیر شد. برخی از گروه‌های حامی علی خامنه‌ای مانند انصار حزب‌الله نیز خواهان دستگیری مشایی شدند.
این بازداشت‌ها با اعتراض اسفندیار رحیم مشایی، حمید بقایی و علی اکبر جوانفکر مواجه شد.
در ادامه این رویدادها حمید بقایی، یکی از طرفداران مشایی به چهار سال انفصال از خدمات دولتی محکوم شد. همچنین در ۲۳ خرداد ۱۳۹۰ محسنی اژه‌ای سخنگوی قوه قضائیه، اعلام کرد: «بیش از ۱۲ نفر از افراد مرتبط با جریان انحرافی را دستگیر کرده‌ایم.»
نشان فرهنگ
محمود احمدی‌نژاد در مراسم ملی استقبال نوروز، نشان فرهنگ را به اسفندیار رحیم مشایی اهدا کرد.
۳۰۰ سفر خارجی
علیرضا سلیمی یکی از نمایندگان دوره نهم مجلس شورای اسلامی ضمن بیان این نکته که: «در دوران ریاست محمود احمدی‌نژاد، اسفندیار رحیم مشایی بیش از ۳۰۰ سفر خارجی داشته است. مأموریت آقای مشایی چه بوده و دستاورد سفرها چه بوده است.» از علی‌اکبر صالحی، وزیر امور خارجه وقت کشور توضیح خواست که در جواب، سیدعباس عراقچی سخنگوی وزارت امور خارجه اظهار داشته: رئیس‌جمهور و نهاد ریاست جمهوری باید اطلاعات لازم را در این‌باره ارائه کند.
ریاست دبیرخانه جنبش عدم تعهد
محمود احمدی‌نژاد در حکمی او را به عنوان رئیس دبیرخانه جنبش عدم تعهد منصوب کرد، که در آن تعاریف زیادی از او شده بود.
مشایی در دولت نهم و دهم مسئولیت‌های زیر را برعهده داشت:
1. رئیس دبیرخانهٔ جنبش عدم تعهد (۱۱ آذر ۱۳۹۱)
2. رئیس دفتر رئیس‌جمهور (۳ مرداد ۱۳۸۸–۱۱ آذر ۱۳۹۱)
3. نمایندگی ویژه رئیس‌جمهور جهت تصمیم‌گیری در مورد نحوه اجرای اختیارات هیئت وزیران در امور نفت (۳۰ مهرماه ۱۳۸۸)
4. ریاست شورای هماهنگی مناطق آزاد و ویژه اقتصادی (۱۰ آبان ۱۳۸۸)
5. دبیر کمیسیون فرهنگی دولت (۱۹ آذرماه ۱۳۸۸)
6. ریاست گروه مشاوران جوان ریاست‌جمهوری (۶ اسفند ۱۳۸۸)
7. مسئولیت انتصاب مدیر عامل صندوق مهر امام رضا
8. مسئولیت کنترل و نظارت مرکز امور حقوقی بین‌المللی ریاست جمهوری
9. نماینده تام‌الاختیار رئیس‌جمهور در ستاد مرکزی راهیان نور
10. رئیس کارگروه زیارت و فرهنگ رضوی
11. عضویت در شورای فرهنگی دولت با حکم رئیس‌جمهور
12. رئیس کمیته عالی در مورد طرح خط لوله گاز ایران – پاکستان - هند
13. نماینده رئیس‌جمهور در شورای نظارت بر صدا و سیما
14. جانشین رئیس‌جمهور در شورای عالی امور ایرانیان خارج از کشور (۸ مرداد ۱۳۸۵)
15. رئیس مرکز ملی جهانی‌شدن (۹ دیماه ۱۳۸۶)
16. عضو کمیسیون اقتصادی دولت
17. نظارت برکار سخنگوهای دولت و رئیس شورای اطلاع‌رسانی دولت
18. نماینده ویژه رئیس‌جمهور در امور خاورمیانه

نقش در اختلاس ۳ هزار میلیارد تومانی
مصطفی پورمحمدی، وزیر اسبق دادگستری ایران در گزارش خود به روزنامه ایران در ۱۴ مرداد ۱۳۹۴ از نقش پر رنگ اسفندیار رحیم مشایی در اختلاس ۳ هزار میلیارد تومانی که در سال ۱۳۹۰ آشکار شد، خبر داد.

## دیدگاه‌ها
مشایی در دوران حضور در دولت احمدی‌نژاد دیدگاه‌ها و رفتارهایی داشته است که منجر به بروز انتقاداتی از سوی اصول‌گرایان شده است. اظهاراتی همچون «دوران اسلام‌گرایی به پایان رسیده است. البته این دوره تمام نشده بلکه رو به پایان است.» «در ایران استفاده از حجاب آزاد است و هیچ فشاری از طرف حکومت در استفاده از حجاب اعمال نمی‌شود.»، «جلوگیری از برپایی شادی اهانت به اسلام و استفاده از رنگ سیاه مکروه است.»، «آذربایجان غربی، ایلام و کرمانشاه متعلق به کردستان است و این قوم از برترین قوم‌های ایرانی است.»، به گفته عبدالنبی نمازی مشایی به نزدیکانش گفته «علی خامنه‌ای و احمد جنتی تا دو سال دیگر نخواهند بود که بتوانند از کاندیدا شدن برای ریاست جمهوری جلوگیری کنند»، «اگر حجاب الزام نداشت، چند درصد خانم‌ها با حجاب بودند؟»، «ملائکه مرتب در عرصه کشور در حال پرواز هستند.»، «چرا نمی‌توانید سحرم را باطل کنید و احمدی‌نژاد را نجات دهید؟!»، «اهل سکته پکته هم نیستم، ولی باور کنید که به خاطر من بعضی‌ها سکته می‌کنند، بعداً می‌بینیم.»، «کسی که ریاضیات را درک نکند، بهشت را نخواهد دید.»، «موسیقی را نمی‌فهمند و می‌گویند حرام است.»، «ایران امروز با مردم آمریکا و اسرائیل دوست است.»، «۲۰ میلیون از ۲۴ میلیون نفری که به احمدی‌نژاد رای دادند منتقد نظام هستند.»، «شاید رازی و بوعلی سینا در عصر خود قامتی برجسته داشتند، اما قرار نیست افتخار هزار سال بعد آدمیان باشند.»، «"از ذکر چه می‌جویند شاعران، همان را بجویند از ایران" ایران ذکر است و تاریخ ایران آکنده از ایمان است.»، «انسان را که حذف کنیم، خدا خودش حذف می‌شود.»، «ما مردم آمریکا را از برترین ملت‌های دنیا می‌دانیم.» و «نام خلیج فارس و دریای پارسی از ۳۰ میلیون سال پیش به موازات شکل‌گیری تمدن‌های انسانی در منطقه موجودیت یافته است.» و اقداماتی همچون حضور در مجلس رقصی در ترکیه، مراسم حمل قرآن همراه با نوای دف، ادغام سازمان حج و زیارت با سازمان میراث فرهنگی گوشه‌ای از عملکرد جنجالی مشایی است. به نظر صاحب نظران سیاسی هیچ فردی به اندازه مشایی در تخریب اهداف اساسی نظام جمهوری اسلامی ایران قدم برنداشته است. همچنین می‌توان گفت که وی جنجالی‌ترین فرد در دوران انقلاب است و سرپیچی‌های او از نظرات اصلی نظام جمهوری اسلامی ایران بیش از سید ابوالحسن بنی‌صدر است.
حضور در مجلس رقص
مشایی در سال اول تصدی در کشور ترکیه در جلسه‌ای حضور یافت که در آن رقصندگان زن به پایکوبی می‌پرداختند. در زمستان سال ۱۳۸۵ فیلمی منتشرشد که مشایی را در مجلس رقصی در افتتاحیه اجلاس گردشگری کشورهای اسلامی در ترکیه نشان می‌داد. زمان فیلم یک ساعت و ۵ دقیقه و ۲۶ ثانیه بود. یک دقیقه و ۴۰ ثانیه پس از آغاز مراسم، در این فیلم رقص زنان آغاز می‌شود و تا ۱۳ دقیقه و ۳۰ ثانیه، سه رقص جداگانه برگزار شد. در حین شکایت رحیم مشایی از دونماینده مجلس یعنی عماد افروغ و سعید ابوطالب، بر سر طرح این موضوع، اعلام شد که فیلم مونتاژ شده است. در متن این شکایت نامه آمده است: «آقای ابوطالب سی‌دی گزیده را به مسئول سایت ایرا نیوز داده و از وی خواسته است نسبت به پخش یک خبر کذب و واقعه دروغین اقدام نماید و به او اطمینان داده است که به هیچ وجه نگران عواقب این کار نباشد و گفته است که از حمایت مجلس برخودار است و اصولاً با انتشار این خبر جعلی و جوسازی‌های بعدی فرصتی برای دفاع مشایی باقی نخواهد ماند.» ولی سعید ابوطالب نماینده مجلس ضمن تکذیب آن اعلام کرد که شرکت ترکیه‌ای tour sab این فیلم را تهیه کرده و آن را برای خبرنگاران عکاسان و شرکت‌های گردشگری حاضر در یک جشنواره در حاشیه اجلاس وزرای اقتصادی کشورهای اسلامی ارسال کرده است. مشایی این فیلم را تصاویر گزینش شده از یک مجلس دو ساعته دانست و افزود: «مجلس رسمی بوده و لهو و لعب هم نداشته. ضمن این‌که رقص نبوده و از دیدگاه بسیاری هنر است و آن‌ها برخلاف ما آن را حرام نمی‌دانند». در سال ۱۳۸۸ در مقاله‌ای در سایت شخصی رحیم مشایی در پاسخ به انتقادات از این اقدام مشایی عنوان شد که: «در صورتی که آنچنان صحنه‌هایی در افتتاحیه بازی‌های آسیایی قطر با حضور آقای احمدی‌نژاد نیز انجام شد، پس چرا تنها مشایی باید برای شرکت در چنین جلسه‌ای مورد سؤال و انتقاد قرار گیرد»؟
بعدها به نقل از محمود احمدی‌نژاد در این مورد در جلسه‌ای به دانشجویان گفته شد: «برای آقای مشایی ساخته بودند که در مجلس آنچنانی رفته است. رفت شکایت کرد، ساعت یک‌نیمه‌شب با نمایندهٔ دادستان قرار گذاشت. با مسئول آن سایت تماس گرفتند، گفته بود پول بدهید فیلم را برمی‌داریم، غافل از این‌که نماینده دادستان در جریان است»
اظهارنظر در مورد اسرائیل
او در اظهارنظری مردم اسرائیل را دوست خواند و با این اظهاراتش موجب برانگیخته‌شدن خشم بسیاری از کسانی شد که اسرائیل را دشمن خود می‌دانستند. در پی این ماجرا ۲۰۰ تن از نمایندگان مجلس شورای اسلامی، با امضای بیانیه‌ای خواستار برخورد جدی با وی شدند. پس از انتشار این بیانیه، وی در ۲۴ مرداد ۱۳۸۷ طیّ نامه‌ای به حداد عادل، رئیس کمیسیون فرهنگی مجلس شورای اسلامی واژهٔ اسرائیل در جهان امروز را منفورترین واژه‌ای دانست که مترادف نژادپرستی، خیانت، خشونت، مکر و فریب است.
وی با تکرار ادّعاهای خود با شدّت بیشتر در مرداد ۱۳۸۷، موجی از اعتراضات را علیه خود و دولت برانگیخت. بلافاصله پس از این ماجرا تجمّع دانشجویان روبه‌روی سازمان میراث فرهنگی برگزار گردید. حاشیه‌ها در مورد اظهارات وی تا جایی بالا گرفت که سید علی خامنه‌ای، در خطبه‌های نماز جمعه سخنان وی را کاملاً اشتباه دانسته و خواستار پایان‌بخشی به این حواشی که در موارد زیادی با استناد به آن دولت تخریب می‌گشت، شد. این در حالی است که محمود احمدی‌نژاد از سخنان مشایی دفاع کرده بود. پس از آن نمایندگان مجلس که به دنبال سؤال از رئیس‌جمهور در مجلس بودند، آن را از دستور کار مجلس خارج کردند. وی برای بیان توضیحات در مورد سخنانی که گفته است به کمیسیون امنیت ملی و سیاست خارجی مجلس شورای اسلامی ایران دعوت شد.
شکایت اسرائیل از مشایی
مشایی در جریان یک سخنرانی در شهر مکه گفت: «نابودی رژیم صهیونیستی باید به یک هدف بین‌المللی تبدیل شود؛ زیرا زیان‌های این نظام صهیونیستی فاسد تنها دامن‌گیر کشورهای عربی و اسلامی نیست؛ بلکه به ضرر همه انسانیت تمام می‌شود.» در پی این اظهارات، رژیم اسرائیل شکایت‌نامه‌ای را علیه «اسفندیار رحیم مشایی» به بان کی‌مون دبیرکل سازمان ملل متحد و شورای امنیت ارسال کرد.
همایش فرصت‌های سرمایه‌گذاری در صنعت گردشگری ایران
در مراسم افتتاح همایش فرصت‌های سرمایه‌گذاری در صنعت گردشگری ایران در روز ۱۸ آبان ۱۳۸۷ در حضور وی و قبل از مراسم قرائت قرآن، افرادی با لباس محلی، دف‌زنان، قرآن را حمل و به قاری تحویل دادند.
صافی گلپایگانی و مکارم شیرازی در این مورد موضع تندی گرفتند و با وجود این‌که خود مشایی در این جلسه حضور داشت، معاون وی به ناچار استعفا نمود. وی در نامهٔ استعفا نوشت: «این کار صرفاً برای تکریم قرآن کریم بوده است و آن‌ها به هنگام این مراسم حتماً وضو می‌سازند».
نظرات دربارهٔ نوح و سایر پیامبران
در ۲۰ دی ۱۳۸۸ در پانزدهمین جشنواره تحقیقاتی علوم پزشکی رازی گفت:
اگر امروز به افرادی مانند رازی و ابوعلی سینا افتخار می‌کنیم به‌طوری‌که قد آن‌ها از اعماق تاریخ بیرون است برای بلندی قد آن‌ها نیست بلکه کوتاهی قد نسل‌های بعدی آن را نمایان کرده است. شاید بوعلی‌سینا در عصر خود قامتی برجسته داشته اما قرار نیست افتخار هزار سال بعد آدمیان نیز باشد و این نشانه فقر انسان‌ها در دهه‌های بعدی است چرا که نشان می‌دهد فرصت شکوفایی در دوره‌های متعدد پدید نیامده است. اگر قرار باشد طی چند هزار سال فقط چند صد ابوعلی سینا به وجود آید افتخارآمیز نیست. حضرت نوح با ۹۵۰ سال عمر نتوانست مدیریت جامع کند چرا که عدالت را ایجاد نکرده است. آمدن پیامبران در طول تاریخ برای تمام شدن دوره‌های قبلی پیامبری بوده است اگر هر پیامبر مدیریت درستی می‌کرد عدالت برقرار می‌شد.
این اظهارات با واکنش شدید برخی روحانیون مواجه شد، از جمله حسن ممدوحی عضو جامعه مدرسین حوزه علمیه قم گفت: در صورت صحت خبر، مشایی باید توبه کند زیرا سخنانش کاملاً نادرست است. سخنان وی بیش از حد احمدی‌نژاد را اذیت می‌کند که ما راضی نیستیم. اگر مشایی چنین سخنانی را گفته باشد رئیس‌جمهور باید در مورد وی تجدید نظر کند. سید موید علویان یکی از برگزیدگان جشنواره رازی نیز هنگام دریافت جایزه خود با عکس العملی قابل تأمل، به شدت نسبت به اظهارات مشایی اعتراض کرد و هنگام حضور بر روی سن از دست دادن با وی خودداری نمود و یک جلد قرآن را برای مطالعه به رحیم مشایی اهدا نمود.
در خصوص عیسی، وی گفته است «حضرت عیسی که از اینجا به آنجا فرار می‌کرد، حضرت عیسی در تهدید قتل بود، در مضیقه بود، در محدودیت بود،» چه تدبیر و مدیریتی داشت؟
محمد صادقی تهرانی، مرجع تقلید نوگرا و مفسر قرآن نیز نامه‌ای در پاسخ به اظهارات مشایی منتشر کرد و در پایان با شکایت بردن به خداوند و امام زمان اعلام کرد: «ابقاء رحیم مشایی در هر سمتی حرام است.» هرچند برخی صدور چنین سخنانی از سوی رحیم مشایی را عادی تلقی کرده‌اند. در همین حال خبرگزاری ایرنا در دفاع از مشایی در صفحهٔ اصلی خود از وی با عنوان «پهلوان»، «اسطوره»، «متفکر»، «بزرگ»، «تهذیب نفس»، و «ساده زیست» یاد کرد و منتقدانش را «رانده از عقل و باطل» دانست.
اتهام ارتباط با ماوراءالطبیعه
یکی از اتهامات اصولگرایان به مشایی و «جریان انحرافی»، ارتباط آن‌ها با رمالان و جن‌گیرها است. محمدتقی مصباح یزدی، حسین فدایی، مرتضی نبوی و غلامعلی حدادعادل مشایی را دارای ارتباط با «عوالم دیگر» از طریق فردی به نام عباس غفاری دانسته‌اند. غفاری در بهار ۱۳۹۰ دستگیر شد.
مکتب ایرانی
مشایی در مراسم اختتامیه دومین همایش ایرانیان خارج از کشور از اصطلاح «مکتب ایران» استفاده کرد که بعدها به «مکتب ایرانی» معروف شد. وی گفت:
برخی‌ها از من خرده می‌گیرند که چرا نمی‌گویی مکتب اسلام و می‌گویی مکتب ایران، گفت: از مکتب اسلام دریافت‌های متنوعی وجود دارد اما دریافت ما از حقیقت ایران و حقیقت اسلام، مکتب ایران است و ما باید از این به بعد مکتب ایران را به دنیا معرفی کنیم.
در این سخنرانی مشایی بهترین راهکار معرفی اسلام اصیل را، ارائه اسلام با نام مکتب ایران معرفی نمود. مشایی در این سخنرانی شاخصهٔ اصلی مکتب ایران را توجه هم‌زمان به انسان و خدا دانست.
قسمتی از متن سخنرانی رحیم مشایی در مراسم اختتامیه همایش بزرگ ایرانیان خارج از کشور با واکنش شدید محمد یزدی، سید احمد خاتمی، احمد توکلی و علی مطهری روبه‌رو شد. محمد یزدی گفت: «آقای مشایی به مسائلی که در حوزه تخصص او نیست وارد نشود.» احمد توکلی هم این سخنان را برخاسته از یک ذهن بیمار دانست. اقدامات مشایی به نحوی شد که حتی نیروهای ستادهای احمدی‌نژاد از وی انزجار کردند و کار بجایی رسید که روح‌الله بجانی رئیس ستاد احمدی‌نژاد شهرستان تبریز، وی را تلویحاً تهدید به ترور در صورت ادامهٔ انحراف می‌کند و می‌گوید: اگر مشایی مثل کسروی همه را مشغول خود کند نواب‌ها بپا می‌خیزند.
احمدی‌نژاد طی یک سخنرانی به دفاع از دیدگاه مشایی پرداخت: ایران یعنی عدالت، خداپرستی، آزادی و راه نجات؛ بنابراین اگر ایران زمین را از تاریخ و جغرافیا برداریم از تمدن بشری چیزی باقی نمی‌ماند و به جرئت می‌توانم بگویم که تنها تمدن مبنی بر ارزش‌های الهی و انسانی، در ایران زمین است.
شکایت از روزنامه کیهان
در پی شکایت رحیم مشایی از روزنامه کیهان به علت انتشار خبری در این روزنامه مبنی بر دیدار مشایی با هوشنگ امیراحمدی، مشایی اعلام کرده بود که اگر کیهان محکوم نشود او مسلمان نیست. در نهایت دادگاه روزنامه کیهان را تبرئه کرد.
دیدار با بازیگران و هنرمندان
ملاقات‌های اسفندیار رحیم مشایی با بازیگران، هنرمندان، خوانندگان و کارگردانان، موجب جنجال‌ها و اعتراض‌های زیادی از سوی اصولگرایان حامی علی خامنه‌ای شد.
مشایی به دلایل مختلف مانند وام و کمک‌های مالی، ممنوع‌التصویری و کمک به حضور هنرمندان و برگزاری کنسرت موسیقی در ایران با هنرمندانی نظیر هدیه تهرانی، حبیب محبیان، محمد رضا گلزار، مهناز افشار، رخشان بنی اعتماد، بنیامین بهادری و مهتاب کرامتی دیدار کرد.
تأسیس دانشگاه
شورای عالی انقلاب فرهنگی در اردیبهشت ماه ۱۳۹۰ با اعطای مجوز تأسیس دانشگاه غیرانتفاعی به اسفندیار رحیم مشایی با عنوان دانشگاه جامع بین‌المللی ایرانیان موافقت کرد. هم چنین اعلام شد دانشگاه جامع بین‌المللی ایرانیان در بدو تأسیس خواهد توانست هر رشته تحصیلی حتی در مقطع دکتری را راه‌اندازی کرده و در آن اقدام به پذیرش دانشجو بدون کنکور کند. اسفندیار رحیم مشایی به عنوان رئیس هیئت امنای این دانشگاه انتخاب شد. در واکنش به تأسیس این دانشگاه جمعی از نمایندگان مخالف مشایی در مجلس اعلام کردند که تأسیس دانشگاه توسط مشایی وجاهت قانونی ندارد و مجلس با چنین مسئله‌ای شدیداً مقابله خواهد کرد.
تشکر از فرستادهٔ موزه انگلستان
دراواخر فروردین ۱۳۹۰ درست زمانی که قرار بود کتیبه کوروش به انگلستان برگردد او با در دست نگهداشتن کتیبه به ایرانی بودن خویش افتخار و از انگلیسی‌ها به دلیل در اختیار گذاشتن کتیبه تقدیر و تشکر کرد.
عدم امکان فروپاشی آمریکا
در سال ۱۳۸۸ خورشیدی وی در یک سخنرانی بیان کرد: اشاره من به عدم امکان فروپاشی آمریکا که در سفر قبلی‌ام به نیویورک گفتم و در مطبوعات داخلی هم بازتاب بسیاری داشت بر پایه این تحلیل بود که اساساً ساختار سیاسی، اجتماعی و فرهنگی آمریکا به گونه‌ای نیست که این کشور مانند شوروی دچار فروپاشی شود. منظور ما از فروپاشی، فروپاشی امپراطوری آمریکا است.

## انتخابات ریاست‌جمهوری ۱۳۹۲

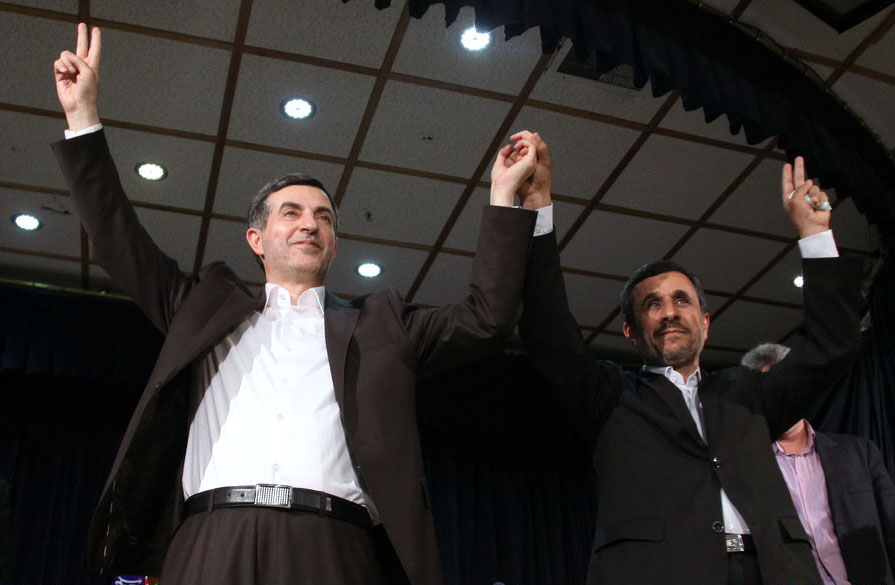
همراهی مشایی توسط احمدی‌نژاد در روز ثبت‌نام کاندیداتوری برای انتخابات ریاست‌جمهوری

وی در تاریخ ۲۱ اردیبهشت ۱۳۹۲ خورشیدی در انتخابات ریاست‌جمهوری ثبت نام کرد. محمود احمدی‌نژاد، علی نیکزاد وزیر راه و شهرسازی، بقایی، عبدالرضا شیخ‌الاسلامی و همچنین جمعی دیگر از دولت‌مردان، مشایی را در هنگام ثبت نام در انتخابات ریاست‌جمهوری همراهی می‌کردند. از مدتی قبل تر، احمدی‌نژاد با شعار «زنده باد بهار» به تبلیغ برای مشایی می‌پرداخت و به تمجید او با توصیفاتی چون «خارق‌العاده و خردمند» و دارای «قلبی همچون آینه» پرداخته‌بود.
با وجود حمایت احمدی‌نژاد از او، باز هم مشایی در فهرست نامزدهای تأیید صلاحیت‌شده توسط شورای نگهبان قرار نگرفت.
وبگاه خبری عصر ایران در ۲۳ آذر ۱۳۹۳ خورشیدی به نقل از یکی از حاضران در جلسه‌ای که مشایی با برخی از حامیان احمدی‌نژاد دیدار داشته است، از قول آن شخص نوشت که مشایی در آن جلسه گفته است: در یک‌سال اخیر برای ایجاد انسجام میان احمدی نژادی‌ها برای همیشه از سیاست کنار کشیدم. این وبگاه همچنین به نقل از مشایی نوشت: «متأسفانه تفرق و سرخوردگی‌های ایجادشده در اردوگاه حامیان آقای احمدی‌نژاد، به نفع جریان هاشمی تمام شد و ما باید مانع ادامه این وضع شویم.»

## موضع‌گیری‌های سال‌های ۱۳۹۵ و ۹۶

### حمایت از بقایی
مشایی در اسفند ۱۳۹۵ حمایت خود را از نامزدی حمید بقایی در انتخابات ریاست جمهوری ۱۳۹۶ ایران اعلام کرد.

### تشبیه خود به درخت
مشایی در روز ۱۵ اسفند ۱۳۹۵ در ویدئویی که از او منتشر شده می‌گوید: من خودم درختم و ریشه در خاک پاک ایران دارم.

### انتقاد از قوه قضائیه
به دنبال بازداشت مجدد حمید بقایی در ۱۸ تیر ۱۳۹۶، محمود احمدی‌نژاد در ۲۰ تیرماه با انتشار یک نامه سرگشاده از این اقدام قوه قضائیه انتقاد کرد. در بخشی از این نامه آمده است: «اشکالات اساسی به کار قوه قضاییه از جهت ساختاری و آیین رسیدگی وارد است.» سپس در ۲۲ تیرماه، دادستانی تهران با صدور اطلاعیه‌ای، ضمن تأکید بر قانونی بودن «بازداشت مجدد حمید بقایی» اعلام داشت: «هر گونه اظهار نظر غیر کارشناسانه و بدون اطلاع از موضوع، تشویش اذهان عمومی محسوب و اقدام قانونی را در پی خواهد داشت.» در ادامه این ماجرا در ۲۵ تیرماه غلامحسین محسنی اژه‌ای در خصوص نامه منتشر شده از سوی احمدی‌نژاد گفت: «بخشی از آن نامه حتماً قابل تعقیب قضایی است.» سپس مشایی در ۵ مرداد ۱۳۹۶ خورشیدی در انتقادی شدید از اقدامات و اظهارات برخی از مسئولان ارشد دستگاه قضائی، گفت: بر چسب تشویش اذهان عمومی زدن به منتقدان، باعث گسترش فساد می‌شود و سپس خطاب به اژه‌ای افزود: «با دم شیر بازی می‌کنی. اعتبار تو به یک تکه کاغذ است.» رحیم مشایی در ۲۴ اسفند ۱۳۹۶ در اعتراض به زندانی شدن بقایی در برابر سفارت بریتانیا در تهران حکم بقایی را به آتش کشید.

## دستگیری و محاکمه
مشایی عصر شنبه ۲۶ اسفند ۱۳۹۶ توسط نیروهای امنیتی بازداشت شد. این بازداشت پس از اعتراض‌های رسانه‌ای او به موضوع بازداشت حمید بقایی رخ داده است که حکم حمید بقایی را مقابل سفارت انگلیس به آتش کشید جهان نیوز از رسانه‌های محافظه کار هم‌زمان با بازداشت مشایی تصاویری از مشایی در کنار پریوش سطوتی منتشر کرد که حاکی از رابطه بسیار نزدیک این دو می‌باشد. پریوش سطوتی در ۱۳۹۰ به اتهام جاسوسی بازداشت و باقید وثیقه آزاد شد و بلافاصله از کشور خارج شد.

### دادگاه علنی
وی در روز ۳ مرداد ماه سال ۱۳۹۷ برای بررسی اتهامات باید در دادگاه انقلاب حاضر شد. این در حالی است که صبح آن روز برخی رسانه‌های ایرانی از لغو شدن این دادگاه خبر داده بودند. روابط عمومی دادگاه انقلاب نقل کرد که وی وکلای پیشین خود را عزل کرده است.

#### برگزاری دادگاه بدون حضور وکیل
روابط عمومی دادگاه انقلاب تهران پیش از برگزاری دادگاه اعلام کرد، وکیل مشایی در جلسه حضور دارد اما با فاصله کوتاهی این خبر را تصحیح کرد. بر این اساس با توجه به عزل وکلای پیشین مشایی توسط او، دادگاه وکیل جدیدی را برای وی در نظر گرفت، که این فرد نیز قبل از شروع جلسه، دادگاه را ترک کرده بود، بنابراین دادگاه مشایی بدون وکیل برگزار شد. این در حالیست که عادل حیدری و علی اصغر حسینی، وکلای رحیم مشایی، عزل خود را تکذیب کردند.

### حکم دادگاه
سرانجام مشایی به ۶ سال و ۶ ماه حبس محکوم شد که به موجب اجرای قانون اشد مجازات و صرفاً ۵ سال آن اجرا خواهد شد.